# فرودگاه صحرایی الستری
فرودگاه صحرایی الستری (به انگلیسی: Elstree Airfield) یک فرودگاه خصوصی با کد یاتا ETR است که یک باند فرود آسفالت دارد و طول باند آن ۶۵۱ متر است. این فرودگاه در کشور انگلستان قرار دارد و در ارتفاع ۱۰۱ متری از سطح دریا واقع شده است.